# Trutkobben och Aspkobben
För andra betydelser, se Trutkobben eller Aspkobben.
Trutkobben och Aspkobben är en ö i Finland. Den ligger i Skärgårdshavet och i kommunen Pargas i den ekonomiska regionen  Åboland i landskapet Egentliga Finland, i den sydvästra delen av landet. Ön ligger omkring 58 kilometer sydväst om Åbo och omkring 190 kilometer väster om Helsingfors.
Öns area är 1,7 hektar och dess största längd är 220 meter i öst-västlig riktning.

## Klimat
Inlandsklimat råder i trakten. Årsmedeltemperaturen i trakten är 5 °C. Den varmaste månaden är augusti, då medeltemperaturen är 17 °C, och den kallaste är februari, med −4 °C.